# ویله-استونکور
ویله-استونکور (به فرانسوی: Villers-Stoncourt) یک کمون در فرانسه است که در Canton of Pange واقع شده‌است.

## خصوصیات
ویله-استونکور ۱۰٫۵۷ کیلومترمربع مساحت و ۱۶۵ نفر جمعیت دارد و ۴۷۳ متر بالاتر از سطح دریا واقع شده‌است.